# 삿갓조개류
삿갓조개(학명: Patellogastropoda 파텔로가스트로포다[*])는 해양 복족류 중 주요 계통군의 하위 분류군으로 학자들은 이를 하나의 분기군으로 취급하거나 또는 목 단위로 분류한다.
삿갓조개류는 계통상 단계통군으로 여겨진다.

## 특징

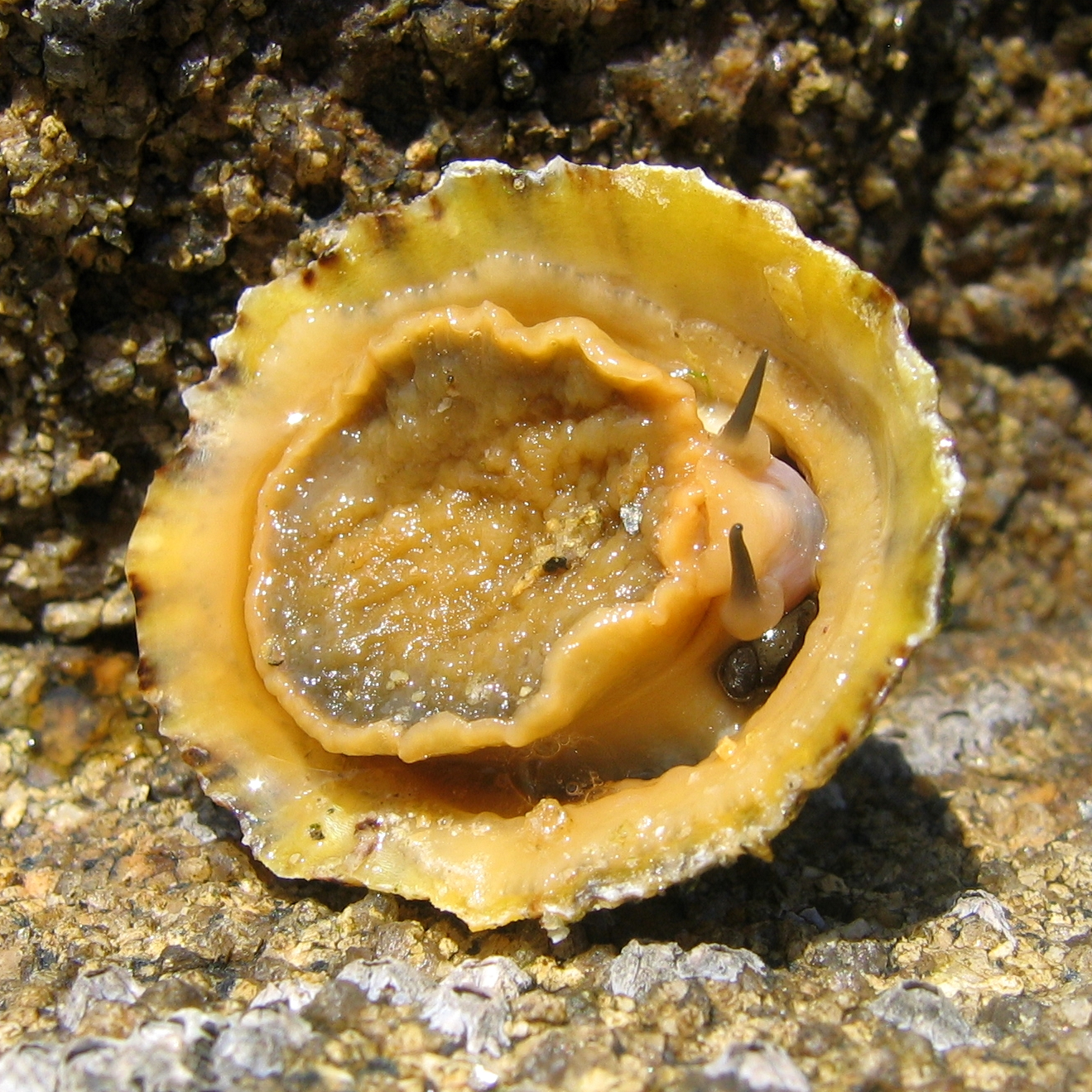
발과 촉수 달린 머리가 보이는 Patella rustica의 아랫면

삿갓조개는 편평하고 원뿔 모양 패각을 가지고 있으며, 대다수의 종이 바위나 다른 단단한 구조물에 강하게 달라붙어 있다. 많은 삿갓조개들이 녹조류의 미세성장으로 인해 녹색으로 뒤덮여 있어, 육안으로 식별이 매우 힘들고 바위 표면과 닮은 부분도 많아 가까이 다가서야만 알아 볼 수 있다.
이들 치설의 이빨에서 만들어지는 물질은 거미줄의 장력보다 다섯 배 이상 강한 것으로 알려진 가장 힘이 강한 생물질이다. 이빨은 철 성분 기반의 침철석으로 이루어져 있으며 특정한 방식으로 뭉쳐진 1μ 두께의 묶음으로 짜여져 있다.
많은 삿갓조개가 조수간만 사이에서 돌아 올 때마다 집 역할을 하는 바위 위에서 '틈'을 만들어내는데, 이 틈은 포식자로부터 자신을 숨겨줄 수 있는 최상의 보호처로 작용할 뿐만 아니라 썰물 때에 일어날 수 있는 탈수화를 미연에 방지할 수도 있다. 삿갓조개는 바위면에 경직된 발의 부착/흡입 작용을 통하여 기저면에 달라붙는데, 언제나 배발에서 분비되는 점액층으로 결합한다.
삿갓조개 다수 종은 패각이 최대 8cm 길이에 달하며 많은 수의 종의 크기는 더욱 작다.

### 내부구조
삿갓조개는 여타 연체동물들과 내부구조가 비슷하다. 이들 확전형 신경계는 주요 신경절 세 쌍에 맞추어져 있는데(대뇌신경절, 갑상선 기능을 맡는 측신경절, 배발신경절), 이 동물의 머리에 위치하며 고리 모양으로 식도를 감싸고 있다. 측신경절과 배발신경절은 각 몸의 나머지 신경계인 측신경삭, 배발 또는 복부신경삭(후자는 삿갓조개의 발근육에 파묻혀 있다.)과 이어져 있다. 대부분의 종은 평형포 두 개가 각각 배발신경절의 외곽에 있다. 구멍삿갓조개 등의 삿갓조개류는 신관이 두 개가 있는데, 우신관의 크기가 더 큰 편이다. 또, 우신관은 해면과 비슷한 질감이 있는 반면 좌신관은 본질적으로 체층이 접힌 채로 매달려 있는 주머니 모양이다. 즐새(ctenidium)가 없으며, 대신에 이 동물이 물 밖으로 나와있을 때 패각의 모서리 안쪽에서 공기에 노출된 후경강 천장까지 외투강을 고리 형태로 둘러싼 새판으로 호흡을 한다. 이 새판은 혈관망으로 덮여 있으며, 혈관망은 몸 왼쪽에 있는 동맥과 연결되어 산소가 녹아있는 혈액을 운반하는 역할을 맡는다. 즐새는 흔적 기관이 되어 후각을 담당하는 후검기(osphradium)로 남아있다. 낮은 돔 모양의 패각은 난류가 일어나는 조수 간만의 힘을 견딜 수 있다. 머리에는 두 촉수가 있는데, 각 기부마다 작고 검은 안점을 가지고 있다.(빛을 감지할 수 있지만 사물을 볼 수는 없다) 심장은 심막 안에 있으며 1심방(형태학상 왼쪽에 있다.) 1심실에 둥글납작한 대동맥들로 구성된다. 대동맥은 앞뒤로 혈액을 보내는 역할을 한다. 심장은 왼쪽으로 패각 표면 가까이에 놓여있는데 그 반대인 오른쪽은 세관 혹은 돌기 세 개가 좌신관, 항문, 우신관 순으로 나란히 있다. 세 개 모두 외투강 안쪽의 오른쪽 뒷면에 있는 같은 자리 근처에서 끝이 난다.
이 돌기들과 심장 사이에는 신경삭들이 꼬여있는 모습을 볼 수 있는데, 패각의 배열 변화로 항문이 머리 뒤로 가까이 붙어 있는 공통 조상을 가진 수많은 두족류와 복족류에서 흔히 볼 수 있을 정도로 두드러져 있다. 항문의 재배치 진화과정 중 측신경절과 배발신경절 뒤에 있는 다양한 신경절들이 꼬임을 형성했다. 이 말은 예를 들어, 삿갓조개의 왼쪽면에 있는 후검기는 몸통의 오른면으로 신경이 연결되어 있으며 그 반대로도 마찬가지라는 뜻이다. 이 요건을 '내장 꼬임'(streptoneury)이라 부르며 '비틀림 현상'(torsion)으로도 알려져 있다. 삿갓조개류에서 이 꼬임이 측신경절 바로 뒤에 자리해 있다. 가까운 다른 부류(갈고둥류, 왕우렁이과 등)에서도 꼬여있는 신경절들이 소화샘, 내장, 저정낭 등으로 모여 있는 내장낭 안으로까지 뻗어나가 있다.
소화샘과 얽혀있는 내장은 머리 뒤에 있는 내장낭의 대부분을 차지한다. 복부 말단에는 커다란 생식기가 있는데 생식기가 성숙하면, 우신관 내부로 배우자체를 쏟아내어 비워버린다. 그렇게 하여 배우자체들을 물 속으로 바로 투입한다. 후검기의 기능에 대한 한 이론은 근처의 다른 삿갓조개가 배우자체를 방출하는 것을 감지한다는 것인데, 그 근처의 동일 종이 이성체일 경우 그에 상응하는 방출을 유발한다는 것이다. (추가 해부 정보가 담긴 다이어그램 참고.)

## 분포
삿갓조개는 모든 대양의 바위해안에 주로 서식하며, 열대 지방에서부터 극지에 이르기까지 광범위하게 퍼져 산다.

### 서식지
일부 종은 고지대(상위 연안지대)에서 천해 조간대에 이르는 간조지에 서식한다. 하지만 다른 종의 경우, 심해에 있는 열수공, 고래 수염 같은 고래 뼈나 황화물이 베인 고래 시체 주변에서 발견되기도 한다. 몇몇 종은 염호 등지에서 발견되며, 어느 멸종한 삿갓조개(포타마그마이아 플루비아틸리스. Potamacmaea fluviatilis)는 벵갈 만 안쪽으로 말라붙은 하구와 지류에서 발견되었다.
배발과 발에서 나오는 점액을 사용해 기질면에 스스로를 고정시킬 수 있다.이동할 때에 발의 근육을 파도처럼 수축시키는데, 이런 방식은 가만히 서서 먹이를 먹는 데에 유용할 것이다. 필요로 할 때에 상당한 힘으로 바위 표면을 밟아붙어 있을 수도 있으며 이 능력은 위험한 파도에 노출된 바위 해변가일지라도 안전하게 달라붙을 수 있다.  강착 능력은 썰물 기간 동안 강한 햇빛 아래에서 발생할 수 있는 건조로 인한 탈수작용에서 수분이 빠져나가는 것을 막기 위해 패각 모서리를 바위면에 완전히 밀착시킬 수도 있다.
삿갓조개가 완전히 달라붙게 되면, 따로 힘으로 거칠게 떼어내기란 사실상 불가능하며, 오
바위에 붙어있는 것에만 멈추지 않고 오히려 온전한 모습이 아니게 된 채 바스러지게 될 것이다. 이러한 생존전략은 서양에서 삿갓조개를 '완고함'이나 '고집'을 뜻하는 은유 표현으로 쓰이게 했다.

## 하위 분류
린드버그(David R. Lindberg)는 1986년에 삿갓조개류(Patellogastropoda)를 제안하였고, 나중에 폰더와 린드버그(Ponder & Lindberg)는 1996년에 시조복족아강(Eogastropoda)에 포함되는 삿갓조개목으로 분류하였다.

### 2005년 분류
2005년 부쉐 & 로크루아는 특정 목으로 분류하기 보다는 일종의 계통군으로 분류하였다. 포함되는 상과와 과 목록은 아래와 같다.
- 삿갓조개상과 (Patelloidea)
  - 삿갓조개과 (Patellidae)
- 애기삿갓조개상과 (Nacelloidea)
  - 애기삿갓조개과 (Nacellidae)
- 두드럭배말상과 (Lottioidea)
  - 두드럭배말과 (Lottiidae)
  - 흰삿갓조개과 (Acmaeidae) Forbes, 1850
    - 흰삿갓조개아과 (Acmaeinae) Forbes, 1850
    - 흰그물삿갓조개 (Pectinodontinae) Pilsbry, 1891
    - Rhodopetalinae Lindberg, 1981

  - 무새흰삿갓조개과 (Lepetidae)
- 네올렙페톱시스상과 (Neolepetopsoidea)
  - 네올렙페톱시스과 (Neolepetopsidae)
  - † Daminilidae
  - † Lepetopsidae

### 2007년 분류
2007년, 나카노(Nakano)와 오자와(Ozawa)는 삿갓조개류에 관한 분자생물학적 연구 결과에 기초하여, 아래와 같이 분류하였다.
- 이오아크마이아상과 (Eoacmaeoidea)
  - 이오아크마이아과 (Eoacmaeidae)
- 삿갓조개상과 (Patelloidea)
  - 삿갓조개과 (Patellidae)
- 두드럭배말상과 (Lottioidea)
  - 애기삿갓조개과 (Nacellidae)
  - 무새흰삿갓조개과 (Lepetidae)
  - 흰그물삿갓조개과 (Pectinodontidae)
  - 두드럭배말과 (Lottiidae)
  - 네올롭페톱시스과 (Neolepetopsidae)
  - † Daminilidae
  - † Lepetopsidae

## 계통 분류
다음은 복족류의 계통 분류이다.

|  | 나측류                                                |
|  |                                                       |
|  | \| \| 진후새류 \| \| \| \| \| \| 범유폐류 \| \| \| \| |
|  |                                                       |
|  | 진후새류                                              |
|  |                                                       |
|  | 범유폐류                                              |
|  |                                                       |

|  | 진후새류 |
|  |          |
|  | 범유폐류 |
|  |          |

|  | 나측류                                                |
|  |                                                       |
|  | \| \| 진후새류 \| \| \| \| \| \| 범유폐류 \| \| \| \| |
|  |                                                       |
|  | 진후새류                                              |
|  |                                                       |
|  | 범유폐류                                              |
|  |                                                       |

|  | 진후새류 |
|  |          |
|  | 범유폐류 |
|  |          |

|  | 나측류                                                |
|  |                                                       |
|  | \| \| 진후새류 \| \| \| \| \| \| 범유폐류 \| \| \| \| |
|  |                                                       |
|  | 진후새류                                              |
|  |                                                       |
|  | 범유폐류                                              |
|  |                                                       |

|  | 진후새류 |
|  |          |
|  | 범유폐류 |
|  |          |

|  | 나측류                                                |
|  |                                                       |
|  | \| \| 진후새류 \| \| \| \| \| \| 범유폐류 \| \| \| \| |
|  |                                                       |
|  | 진후새류                                              |
|  |                                                       |
|  | 범유폐류                                              |
|  |                                                       |

|  | 진후새류 |
|  |          |
|  | 범유폐류 |
|  |          |

|  | 나측류                                                |
|  |                                                       |
|  | \| \| 진후새류 \| \| \| \| \| \| 범유폐류 \| \| \| \| |
|  |                                                       |
|  | 진후새류                                              |
|  |                                                       |
|  | 범유폐류                                              |
|  |                                                       |

|  | 진후새류 |
|  |          |
|  | 범유폐류 |
|  |          |

|  | 나측류                                                |
|  |                                                       |
|  | \| \| 진후새류 \| \| \| \| \| \| 범유폐류 \| \| \| \| |
|  |                                                       |
|  | 진후새류                                              |
|  |                                                       |
|  | 범유폐류                                              |
|  |                                                       |

|  | 진후새류 |
|  |          |
|  | 범유폐류 |
|  |          |

|  | 나측류                                                |
|  |                                                       |
|  | \| \| 진후새류 \| \| \| \| \| \| 범유폐류 \| \| \| \| |
|  |                                                       |
|  | 진후새류                                              |
|  |                                                       |
|  | 범유폐류                                              |
|  |                                                       |

|  | 진후새류 |
|  |          |
|  | 범유폐류 |
|  |          |

|  | 나측류                                                |
|  |                                                       |
|  | \| \| 진후새류 \| \| \| \| \| \| 범유폐류 \| \| \| \| |
|  |                                                       |
|  | 진후새류                                              |
|  |                                                       |
|  | 범유폐류                                              |
|  |                                                       |

|  | 진후새류 |
|  |          |
|  | 범유폐류 |
|  |          |

|  | 나측류                                                |
|  |                                                       |
|  | \| \| 진후새류 \| \| \| \| \| \| 범유폐류 \| \| \| \| |
|  |                                                       |
|  | 진후새류                                              |
|  |                                                       |
|  | 범유폐류                                              |
|  |                                                       |

|  | 진후새류 |
|  |          |
|  | 범유폐류 |
|  |          |

|  | 나측류                                                |
|  |                                                       |
|  | \| \| 진후새류 \| \| \| \| \| \| 범유폐류 \| \| \| \| |
|  |                                                       |
|  | 진후새류                                              |
|  |                                                       |
|  | 범유폐류                                              |
|  |                                                       |

|  | 진후새류 |
|  |          |
|  | 범유폐류 |
|  |          |

|  | 나측류                                                |
|  |                                                       |
|  | \| \| 진후새류 \| \| \| \| \| \| 범유폐류 \| \| \| \| |
|  |                                                       |
|  | 진후새류                                              |
|  |                                                       |
|  | 범유폐류                                              |
|  |                                                       |

|  | 진후새류 |
|  |          |
|  | 범유폐류 |
|  |          |

|  | 나측류                                                |
|  |                                                       |
|  | \| \| 진후새류 \| \| \| \| \| \| 범유폐류 \| \| \| \| |
|  |                                                       |
|  | 진후새류                                              |
|  |                                                       |
|  | 범유폐류                                              |
|  |                                                       |

|  | 진후새류 |
|  |          |
|  | 범유폐류 |
|  |          |

|  | 나측류                                                |
|  |                                                       |
|  | \| \| 진후새류 \| \| \| \| \| \| 범유폐류 \| \| \| \| |
|  |                                                       |
|  | 진후새류                                              |
|  |                                                       |
|  | 범유폐류                                              |
|  |                                                       |

|  | 진후새류 |
|  |          |
|  | 범유폐류 |
|  |          |

|  | 나측류                                                |
|  |                                                       |
|  | \| \| 진후새류 \| \| \| \| \| \| 범유폐류 \| \| \| \| |
|  |                                                       |
|  | 진후새류                                              |
|  |                                                       |
|  | 범유폐류                                              |
|  |                                                       |

|  | 진후새류 |
|  |          |
|  | 범유폐류 |
|  |          |

|  | 나측류                                                |
|  |                                                       |
|  | \| \| 진후새류 \| \| \| \| \| \| 범유폐류 \| \| \| \| |
|  |                                                       |
|  | 진후새류                                              |
|  |                                                       |
|  | 범유폐류                                              |
|  |                                                       |

|  | 진후새류 |
|  |          |
|  | 범유폐류 |
|  |          |

|  | 나측류                                                |
|  |                                                       |
|  | \| \| 진후새류 \| \| \| \| \| \| 범유폐류 \| \| \| \| |
|  |                                                       |
|  | 진후새류                                              |
|  |                                                       |
|  | 범유폐류                                              |
|  |                                                       |

|  | 진후새류 |
|  |          |
|  | 범유폐류 |
|  |          |

|  | 나측류                                                |
|  |                                                       |
|  | \| \| 진후새류 \| \| \| \| \| \| 범유폐류 \| \| \| \| |
|  |                                                       |
|  | 진후새류                                              |
|  |                                                       |
|  | 범유폐류                                              |
|  |                                                       |

|  | 진후새류 |
|  |          |
|  | 범유폐류 |
|  |          |

|  | 나측류                                                |
|  |                                                       |
|  | \| \| 진후새류 \| \| \| \| \| \| 범유폐류 \| \| \| \| |
|  |                                                       |
|  | 진후새류                                              |
|  |                                                       |
|  | 범유폐류                                              |
|  |                                                       |

|  | 진후새류 |
|  |          |
|  | 범유폐류 |
|  |          |

|  | 나측류                                                |
|  |                                                       |
|  | \| \| 진후새류 \| \| \| \| \| \| 범유폐류 \| \| \| \| |
|  |                                                       |
|  | 진후새류                                              |
|  |                                                       |
|  | 범유폐류                                              |
|  |                                                       |

|  | 진후새류 |
|  |          |
|  | 범유폐류 |
|  |          |

|  | 나측류                                                |
|  |                                                       |
|  | \| \| 진후새류 \| \| \| \| \| \| 범유폐류 \| \| \| \| |
|  |                                                       |
|  | 진후새류                                              |
|  |                                                       |
|  | 범유폐류                                              |
|  |                                                       |

|  | 진후새류 |
|  |          |
|  | 범유폐류 |
|  |          |

|  | 나측류                                                |
|  |                                                       |
|  | \| \| 진후새류 \| \| \| \| \| \| 범유폐류 \| \| \| \| |
|  |                                                       |
|  | 진후새류                                              |
|  |                                                       |
|  | 범유폐류                                              |
|  |                                                       |

|  | 진후새류 |
|  |          |
|  | 범유폐류 |
|  |          |

|  | 나측류                                                |
|  |                                                       |
|  | \| \| 진후새류 \| \| \| \| \| \| 범유폐류 \| \| \| \| |
|  |                                                       |
|  | 진후새류                                              |
|  |                                                       |
|  | 범유폐류                                              |
|  |                                                       |

|  | 진후새류 |
|  |          |
|  | 범유폐류 |
|  |          |

|  | 나측류                                                |
|  |                                                       |
|  | \| \| 진후새류 \| \| \| \| \| \| 범유폐류 \| \| \| \| |
|  |                                                       |
|  | 진후새류                                              |
|  |                                                       |
|  | 범유폐류                                              |
|  |                                                       |

|  | 진후새류 |
|  |          |
|  | 범유폐류 |
|  |          |

|  | 나측류                                                |
|  |                                                       |
|  | \| \| 진후새류 \| \| \| \| \| \| 범유폐류 \| \| \| \| |
|  |                                                       |
|  | 진후새류                                              |
|  |                                                       |
|  | 범유폐류                                              |
|  |                                                       |

|  | 진후새류 |
|  |          |
|  | 범유폐류 |
|  |          |

|  | 나측류                                                |
|  |                                                       |
|  | \| \| 진후새류 \| \| \| \| \| \| 범유폐류 \| \| \| \| |
|  |                                                       |
|  | 진후새류                                              |
|  |                                                       |
|  | 범유폐류                                              |
|  |                                                       |

|  | 진후새류 |
|  |          |
|  | 범유폐류 |
|  |          |

|  | 나측류                                                |
|  |                                                       |
|  | \| \| 진후새류 \| \| \| \| \| \| 범유폐류 \| \| \| \| |
|  |                                                       |
|  | 진후새류                                              |
|  |                                                       |
|  | 범유폐류                                              |
|  |                                                       |

|  | 진후새류 |
|  |          |
|  | 범유폐류 |
|  |          |

|  | 나측류                                                |
|  |                                                       |
|  | \| \| 진후새류 \| \| \| \| \| \| 범유폐류 \| \| \| \| |
|  |                                                       |
|  | 진후새류                                              |
|  |                                                       |
|  | 범유폐류                                              |
|  |                                                       |

|  | 진후새류 |
|  |          |
|  | 범유폐류 |
|  |          |

|  | 나측류                                                |
|  |                                                       |
|  | \| \| 진후새류 \| \| \| \| \| \| 범유폐류 \| \| \| \| |
|  |                                                       |
|  | 진후새류                                              |
|  |                                                       |
|  | 범유폐류                                              |
|  |                                                       |

|  | 진후새류 |
|  |          |
|  | 범유폐류 |
|  |          |

|  | 나측류                                                |
|  |                                                       |
|  | \| \| 진후새류 \| \| \| \| \| \| 범유폐류 \| \| \| \| |
|  |                                                       |
|  | 진후새류                                              |
|  |                                                       |
|  | 범유폐류                                              |
|  |                                                       |

|  | 진후새류 |
|  |          |
|  | 범유폐류 |
|  |          |

|  | 나측류                                                |
|  |                                                       |
|  | \| \| 진후새류 \| \| \| \| \| \| 범유폐류 \| \| \| \| |
|  |                                                       |
|  | 진후새류                                              |
|  |                                                       |
|  | 범유폐류                                              |
|  |                                                       |

|  | 진후새류 |
|  |          |
|  | 범유폐류 |
|  |          |

|  | 나측류                                                |
|  |                                                       |
|  | \| \| 진후새류 \| \| \| \| \| \| 범유폐류 \| \| \| \| |
|  |                                                       |
|  | 진후새류                                              |
|  |                                                       |
|  | 범유폐류                                              |
|  |                                                       |

|  | 진후새류 |
|  |          |
|  | 범유폐류 |
|  |          |

|  | 나측류                                                |
|  |                                                       |
|  | \| \| 진후새류 \| \| \| \| \| \| 범유폐류 \| \| \| \| |
|  |                                                       |
|  | 진후새류                                              |
|  |                                                       |
|  | 범유폐류                                              |
|  |                                                       |

|  | 진후새류 |
|  |          |
|  | 범유폐류 |
|  |          |

## 쓰임새

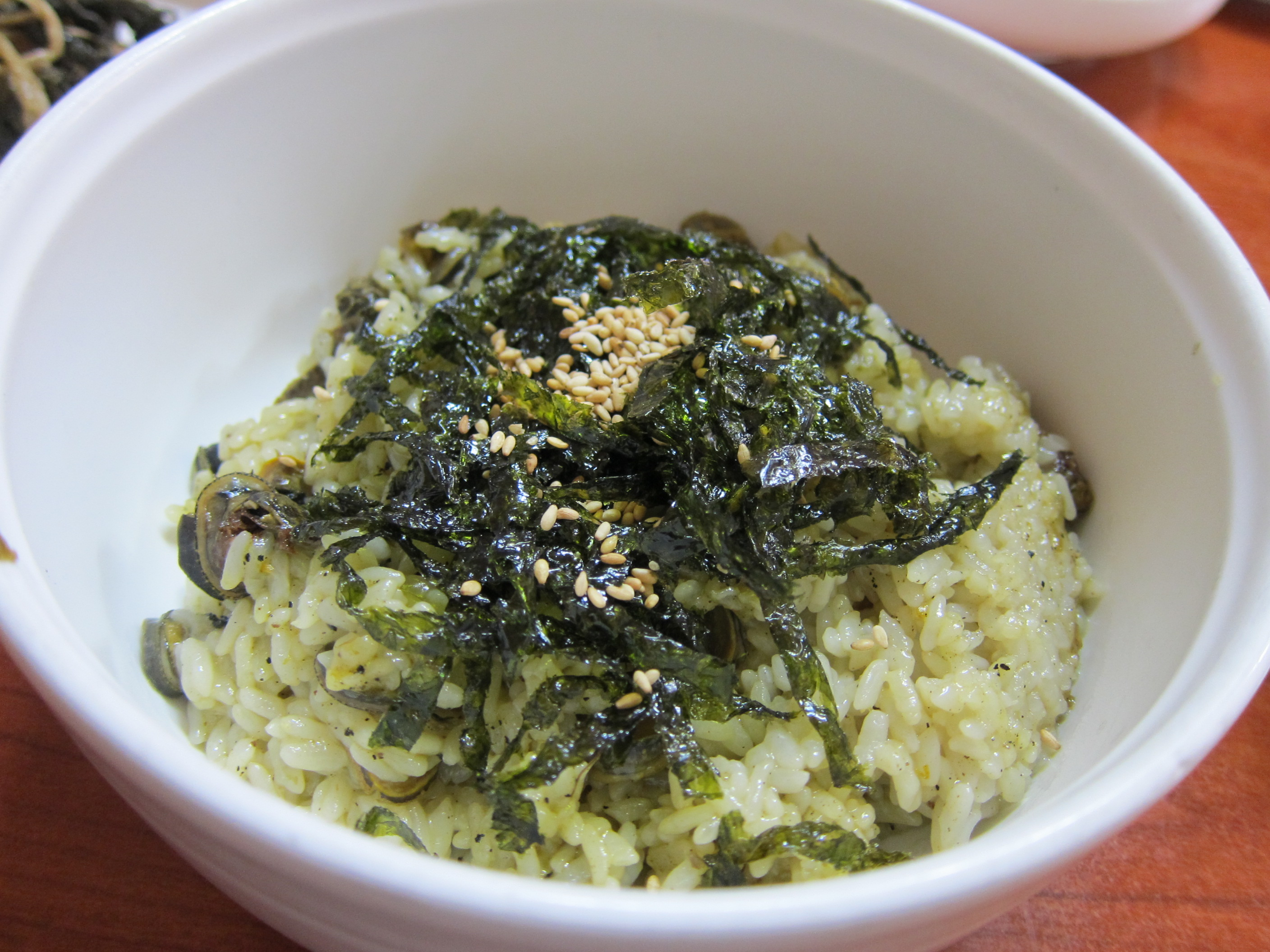
따개비밥

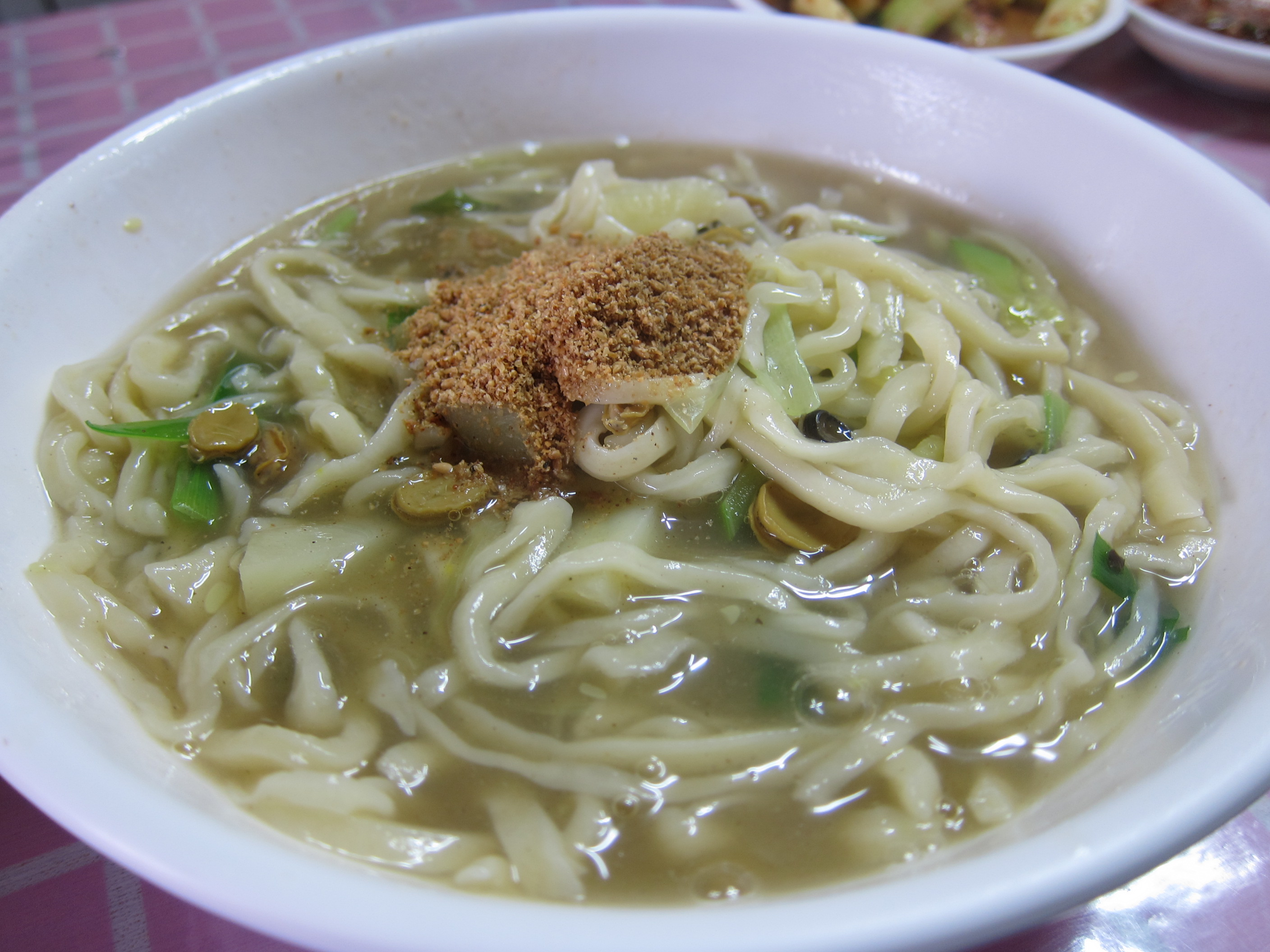
따개비칼국수

울릉도에서는 삿갓조개로 따개비밥과 따개비칼국수를 만들어 먹는다.